# Tê Xăng
Tê Xăng là một xã thuộc huyện Tu Mơ Rông, tỉnh Kon Tum, Việt Nam.
Xã Tê Xăng có diện tích 58,93 km², dân số năm 2019 là 1.656 người, mật độ dân số đạt 28 người/km².